# 总督官邸 (西姆拉)
总督官邸（Rashtrapati Niwas）位于印度喜马偕尔邦首府西姆拉的天文台山。它以前是英国印度总督的官邸。它收藏了一些最古老的文章和照片，可以追溯到英属印度时期。
总督官邸由英国建筑师亨利·欧文设计，建于达费林勋爵担任总督期间，采用雅各布森风格。它于1880年开工建设，1888年竣工。达费林勋爵于1888年7月23日搬进官邸。 最终造价约为38 拉克（380万卢比）在1880年代，每年的维护费用约为1.5拉克（15万卢比）。当时，官邸占地面积331英畝（134公頃）, 但今天已减少到110英畝（45公頃）。该建筑灵感来自英国文艺复兴建筑风格，还反映了苏格兰高地城堡的元素。该建筑是浅蓝灰色的石砌体与瓷砖屋顶。主楼的内部以精致的木制品著称，经受住了时间的考验。柚木来自缅甸，并辅以当地的雪松木和核桃木。
中央工务署（C.P.W.D.）、喜马偕尔邦高等法院和喜马偕尔邦大学获准使用建筑的一部分，但大部分官邸，包括其保存良好的草坪和温室, 仍然由印度高等研究院使用。[]。

## 参考

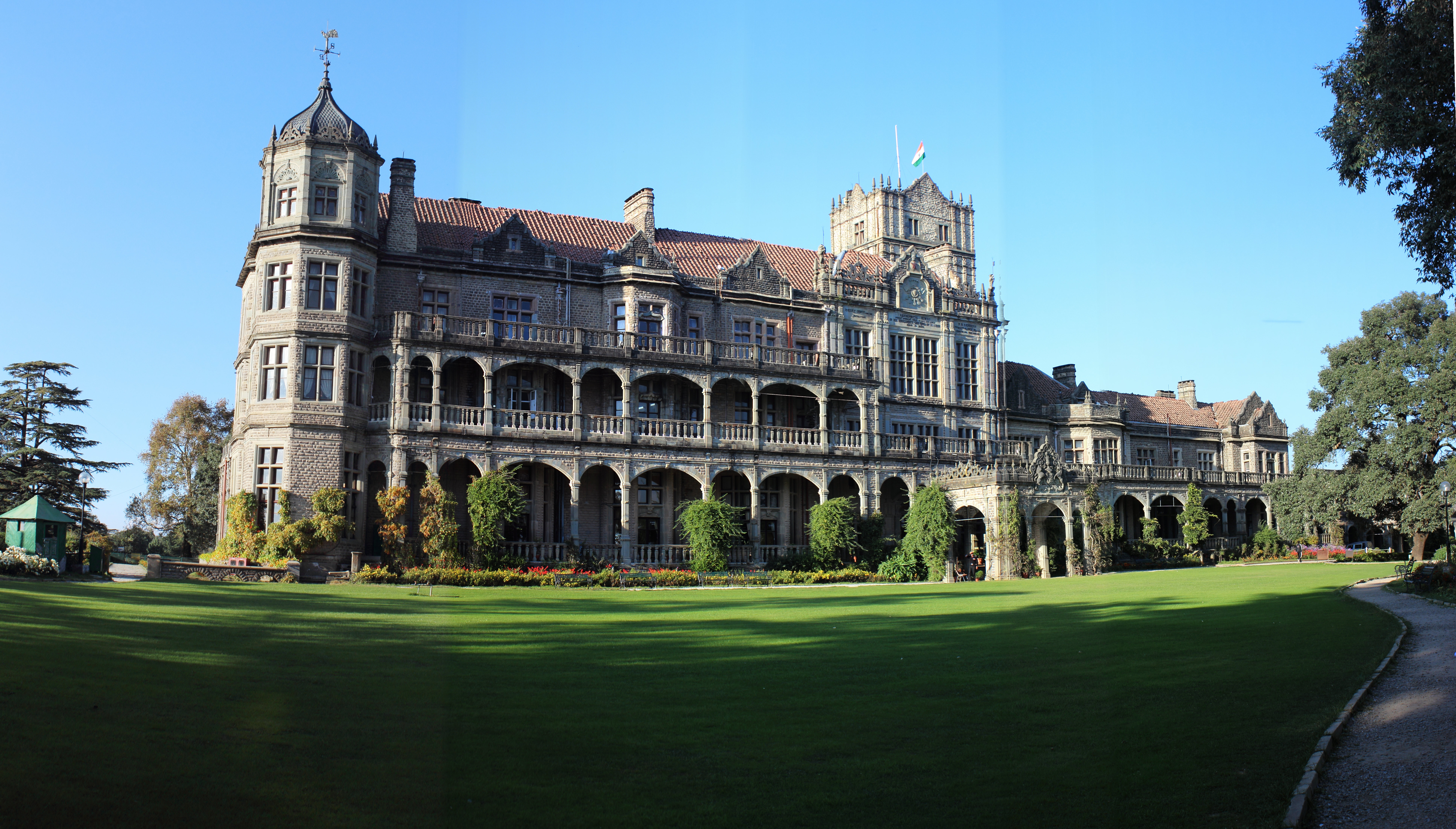
Rashtrapati Niwas (formerly Viceregal Lodge) June 2011

## 历史

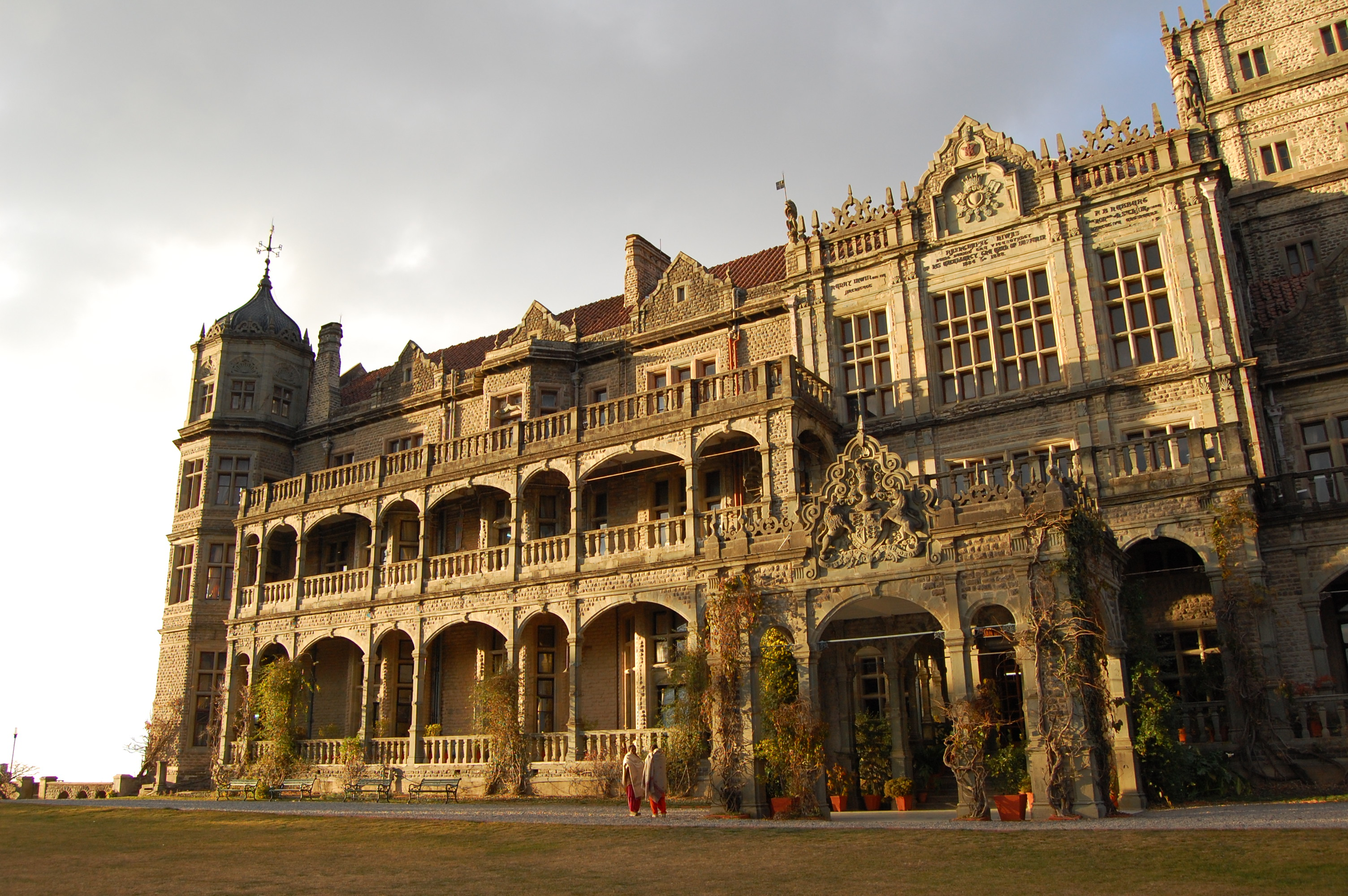

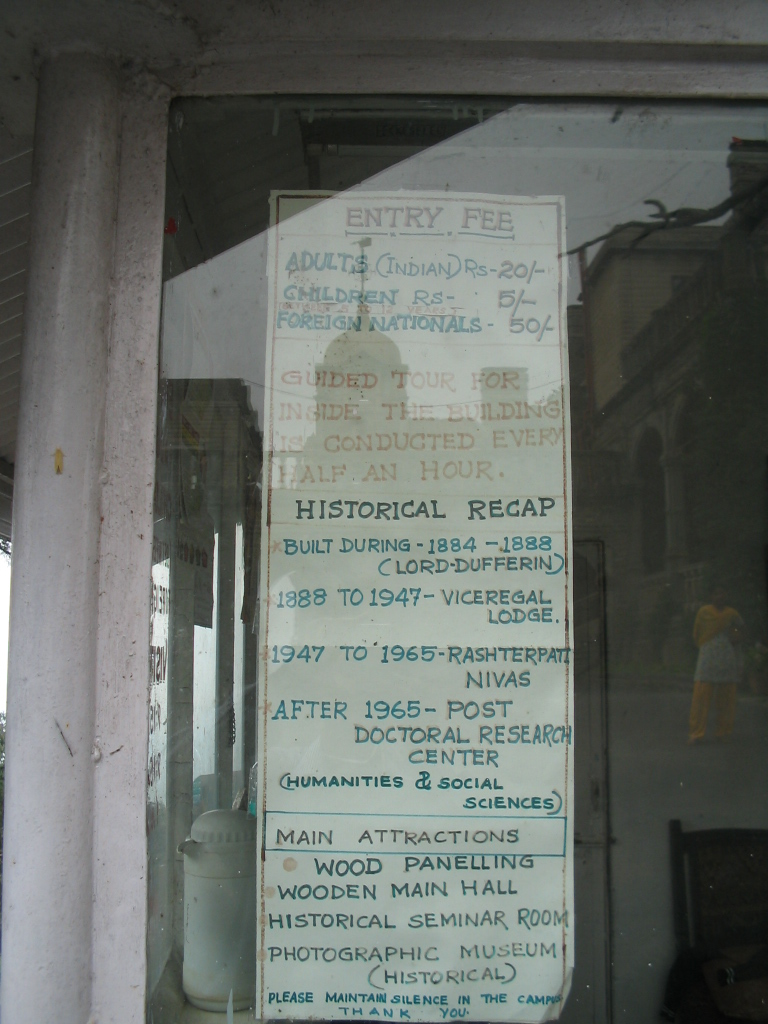

1945年，韦维尔勋爵召集的西姆拉会议在总督官邸举行，批准了印度自治政府的"韦维尔计划"。 英属印度的夏季首都对一年一共只来此几天的印度总统来说没有什么用。萨瓦帕利·拉达克里希南教授希望把它用于学术用途。总督官邸被移交给印度教育部，又交给印度高等研究院（Indian Institute of Advanced Study）。